# World Bridge Federation
Die World Bridge Federation (WBF) ist der Weltverband des Kartenspiels Bridge. Die WBF ist verantwortlich für die Durchführung der Weltmeisterschaften, die meist in einem Vier-Jahres-Rhythmus ausgetragen werden. Die angesehensten Meisterschaften für Nationalmannschaften in der offenen, der Frauen- und der Seniorenkategorie sind: der Bermuda Bowl, der Venice Cup und die d’Orsi Seniors Trophy (zusammengenommen die zweijährige „World Teams Championships“), und die im Vier-Jahres-Rhythmus ausgetragene World Team Olympiade, die seit 2008 Teil der Weltdenksportspiele ist. Zwischen dem 14. und 28. September 2019 hat im Rahmen der 44. World Teams Championships im chinesischen Wuhan, zusätzlich zu den schon genannten Wettbewerben, das erste Mal mit dem neu geschaffenen Wuhan Cup ein Mixed-Wettbewerb stattgefunden.

## Geschichte
Die World Bridge Federation wurde im August 1958 von Delegierten aus Europa, sowie Nord- und Südamerika gemäß den Schweizer Gesetzen als Non-Profit-Organisation gegründet. Harold S. Vanderbilt wurde das erste Ehrenmitglied der WBF aufgrund seiner Arbeit in der Entwicklung des Spieles. Seit Oktober 2010 ist Gianarrigo Rona aus Italien der Präsident.
Die WBF besteht heute aus 103 nationalen Bridge-Organisationen (NBOs) mit ca. 700.000 Mitgliedern, die an örtlichen Bridge-Wettbewerben teilnehmen und auch national wie international antreten. Die NBOs sind Teil einer der acht Zonen-Organisationen. Jede nationale Bridge Organisation erfüllt bestimmte Voraussetzungen, so z. B. die Öffnung für alle Bewohner der entsprechenden Zone und das Einhalten eines gewissen ethischen Standards.
Die World Bridge Federation veranstaltet regelmäßig einen Kongress, zu dem jede Nationale Bridge Organisation einen Delegierten senden kann. Der Kongress tritt alle zwei Jahre bei der Team Olympiade und den Weltmeisterschaften zusammen. Der WBF wird durch ein Executive Council geleitet, der von den verschiedenen Komitees und Beratern bei seinen Treffen assistiert wird.

## Präsidenten
- 1958–1964 Baron Robert de Nexon (Frankreich)
- 1964–1968 Charles Solomon (USA)
- 1968–1970 Graf Carl Bonde (Schweden)
- 1970–1976 Julius Rosenblum (USA)
- 1976–1986 Jaime Ortiz-Patino (Schweiz)
- 1988–1991 Denis Howard (Australien)
- 1991–1992 Ernesto D’Orsi (Brasilien)
- 1992–1994 Bobby Wolff (USA)
- 1994–2010 José Damiani (Frankreich)
- 2010–2022 Gianarrigo Rona (Italien)
- ab 2023 Jan Kamras (Schweden)

## Wettbewerbe
Die World Bridge Federation trägt Wettbewerbe in unterschiedlichen Klassen aus. Folgende Liste gibt eine Übersicht über die von der WBF organisierten Austragungen im 4-Jahres-Zyklus:
| In ungeraden Jahren (seit 2009) | In Schaltjahren | In geraden Jahren |
| --- | --- | --- |
| Die „World Bridge Team Championship“ beinhalten vier Typen von Wettbewerben: - Bermuda Bowl – Offener Wettbewerb, Erstaustragung 1950 - Venice Cup – Wettbewerb für Damenteams, Erstaustragung 1974. - World Transnational Open Teams – Wettbewerb für transnationale Teams. Erstaustragung 1991. - d`Orsy Trophy – Wettbewerb für Senioren-Mannschaften. Erstaustragung 2001. - Wuhan Cup – Wettbewerb für gemischte Mannschaften. Erstaustragung 2019. | Weltdenksportspiele (Werden in den Jahren der Olympischen Spiele ausgetragen) Beinhalten drei Kategorien: - National Open Teams - National Women Teams - National Youth Teams, Pairs & Individual | - World Open Knockout Teams (Rosenblum Cup) - World Women Knockout Teams (McConnell Cup) - World Senior Knockout Teams (Rand Cup) - World Senior Pairs (Hiron Trophy) - World Mixed Swiss Teams - World Mixed Pairs - World Open Pairs - World Women Pairs |

Die transnationalen Wettbewerbe sind offen für junge Erwachsene bis zum 26. Lebensjahr und wurden erstmals 2008 im Rahmen der Weltdenksportspiele ausgetragen:
| Ungerade Jahre (seit 2009)                                                                                               | Gerade Jahre |
| --- | --- |
| Der „World Youth Congress“ besteht aus drei Kategorien: - World Youth Teams - World Youth Pairs - World Youth Individual | Die „World Youth Team Championships“ bestehen aus zwei Wettbewerben: - World Juniors Teams (Ortiz-Patiño Trophy) - World Youngsters Teams (Damiani Cup) |